# Venture debt
Venture Debt (anche detto Venture Loan, Debito di crescita, o Venture Lending) è una forma di finanziamento a debito concessa a start-up esistenti. Si tratta in genere di un prestito bullet o di un finanziamento con condizioni particolari, offerto da banche specializzate, istituzioni finanziarie o fondi. Questi prestiti sono spesso destinati a finanziare il capitale circolante o investimenti in beni durevoli come attrezzature o infrastrutture.
A differenza dei prestiti bancari tradizionali, che si basano su flussi di cassa positivi o garanzie consistenti, il venture debt è rivolto specificamente a imprese in fase di crescita che sono sostenute da capitale di rischio (venture capital) e che spesso non generano ancora utili o dispongono di garanzie significative. Il maggiore rischio per il creditore è compensato da tassi d’interesse relativamente alti (tra l’8% e il 20% annuo) e da componenti aggiuntive di rendimento come i warrant (ossia opzioni per l’acquisto di quote di capitale dell’impresa).

## Dimensioni del mercato e dinamiche di settore
Tipicamente, il venture debt è destinato a start-up più mature, presenti sul mercato da tre o quattro anni, con primi ricavi solidi e un certo grado di affidabilità creditizia.
Negli Stati Uniti, il venture debt è spesso considerato un complemento al venture capital e rappresenta generalmente circa un terzo o la metà del capitale proprio investito. Secondo le stime, il mercato globale del venture debt vale diversi miliardi di dollari l’anno.
L’interesse crescente per il venture debt in Europa è stato favorito, tra l’altro, dall’aumento del numero di start-up finanziate con successo e dalla progressiva professionalizzazione degli operatori di mercato.